# Doutor Camargo
Doutor Camargo (en español: Doctor Camargo) es un municipio del estado brasileño de Paraná. Su población estimada en 2006 era de 5.655 habitantes.

## Historia
Entre 1948 y 1950 la Compañía de Mejoramientos Norte de Paraná inició los trabajos para la formación de la nueva ciudad. En esta época llegaron los primeros colonos atraídos por la densa vegetación y la fertilidad del suelo. Los cultivos de café prosperaron rápidamente, convirtiéndose en la principal actividad económica del municipio.
El municipio fue creado por la ley estadual n.º 4842 del 2 de marzo de 1964, e instaurado el 14 de diciembre del mismo año, siendo desmembrado del municipio de Ivatuba.

## Demografía
Datos del censo - 2000
Población Total: 5.777
- Urbana: 4.679
- Rural: 1.098

- Hombres: 2.846
- Mujeres: 2.931

Índice de Desarrollo Humano Municipal (IDH-M): 0,767
- IDH-Renta: 0,683
- IDH-Longevidad: 0,757
- IDH-Educación: 0,861

- Datos: Q1773318
- Multimedia: Doutor Camargo / Q1773318